# Wierbka
Wierbka – wieś w Polsce, położona w województwie śląskim, w powiecie zawierciańskim, w gminie Pilica, na granicy Jury Krakowsko-Częstochowskiej i Niecki Nidziańskiej, nad Pilicą, w jej początkowym biegu.
W latach 1954–1968 wieś należała i była siedzibą władz gromady Wierbka, po jej zniesieniu w gromadzie Pilica. W latach 1975–1998 wieś administracyjnie należała do województwa katowickiego.

## Integralne części wsi
| SIMC    | Nazwa          | Rodzaj     |
| ------- | -------------- | ---------- |
| 0219922 | Czerwone Domki | część wsi  |
| 0219550 | Jastrzębie     | przysiółek |
| 0219939 | Korea          | część wsi  |
| 0219543 | Maleszyna      | przysiółek |
| 0219945 | Na Parku       | część wsi  |
| 0219951 | Rogatka        | część wsi  |
| 0219968 | Wierbka-Osada  | część wsi  |
| 0219974 | Za Stawem      | część wsi  |

## Historia
Od średniowiecza wieś Wierbka wchodziła w skład rycerskich dóbr Pilica. W 1531 roku Anna z Jarosławia, wdowa po Stanisławie Pileckim, i jej syn Jan Pilecki zastawili wieś kasztelanowi lądzkiemu Piotrowi Opalińskiemu. W 1790 roku uruchomiono manufakturę papieru.

W 1853 roku wieś nabył Chrystian August Moes, który założył tu papiernię, działającą do lat międzywojennych. Rodzina Moesów wzniosła w 1880 roku w Wierbce eklektyczny pałac wraz z ogrodem, w którym można podziwiać rosnące do dziś drzewa, uznane za pomniki przyrody: 170-letni modrzew i topolę kanadyjską. Chrystian August Moes powierzył zarząd nad zaniedbanym przez lata przypałacowym parkiem-ogrodem Mieczysławowi Bolesławowi Hoffmanowi i dzięki jego staraniom i pracy Hoffmana przywrócona mu została dawna świetność.
Od 1953 roku na terenie papierni mieści się duża Spółka Akcyjna "Ospel" produkująca osprzęt elektroinstalacyjny na całą Polskę i dla klientów zagranicznych (m.in. do Litwy, Łotwy, Estonii, Węgier, Rosji, Białorusi, Ukrainy, Rumunii, Bułgarii, Czech, Słowacji, Grecji, Szwecji, Finlandii), zatrudniający ponad 500 pracowników.
W Wierbce istnieje parafia rzymskokatolicka pw. Niepokalanego Poczęcia NMP z kościołem z 1981 r.

## Zabytki
- Eklektyczny pałac Moesów z końca XIX w. W roku 1987 uległ doszczętnemu spaleniu, obecnie zostały z niego tylko ruiny.
- budynki dawnej papierni Moesów (II poł. XIX w.). Obecnie zajmowane przez Zakłady Sprzętu Elektroinstalacyjnego „Ospel".

## Edukacja
- Szkoła Podstawowa nr 2 im. Henryka Sienkiewicza w Wierbce

## Przemysł
- Z.S.E. "OSPEL" Spółka Akcyjna - zakład produkujący osprzęt elektroinstalacyjny
- D BEST - firma programistyczna tworząca oprogramowanie mobilne

## Urodzeni w Wierbce
- Antoni Wojda – polski nauczyciel, działacz związkowy i polityczny, wiceprezydent Chorzowa (1946–1948), przewodniczący Prezydium Miejskiej Rady Narodowej w Bytomiu (1950–1953) i Katowicach (1953–1971)[5].